# 黄丽云
黄丽云（1970年1月—），女，傣族，云南潞西人，中华人民共和国政治人物。现任德宏傣族景颇族自治州政协党组书记、主席。第十三、十四届全国政协委员。